# فيضانات مونتيفيديو 2022
فيضانات مونتيفيديو 2022 في صباح يوم الاثنين 17 يناير 2022 مرت مدينة مونتيفيديو عاصمة الأوروغواي والإقليم المجاور لها مقاطعة كانيلون بفترة من الأمطار الغزيرة التي تحولت إلى فيضان أغرق عددًا من أحياء المدينة تحت الماء. في نهاية الأسبوع الماضي شهدت البلاد أعلى موجة حارة في تاريخها المسجل. تم قياس هطول الأمطار الذي أعقب يوم الاثنين ليجمع ما بين 50 و100 ملليلتر من المطر، وكان الجزء الأكبر منه في الفترة ما بين 5:00 صباحًا و7:00 صباحًا. كما تلقت دائرة كانيلون المجاورة مبالغ مماثلة. وعانى 17 ألف منزل من انقطاع التيار الكهربائي في العاصمة وأكثر من 11 ألف منزل في المقاطعات المجاورة. كما تم تسجيل كميات هائلة من الأمطار في أماكن أخرى من البلاد باتجاه الغرب والشرق من العاصمة، وكذلك في الشمال. ووصفت سلطات المدينة الحدث بأنه «غير مسبوق» في تاريخه. ووصف رئيس بلدية إحدى البلديات الوضع بأنه «حرج»، وأضاف أنه «خاصة بالنسبة للأحياء الفقيرة فقد تضرر بشدة». تم إجراء حوالي 200 مكالمة لإدارات مكافحة الحرائق المحلية، 138 منها كانت لأغراض المساعدة في الإخلاء. كما تمت مشاركة مقاطع فيديو للسيارات ووحدات القمامة العائمة في شوارع المدينة على نطاق واسع على وسائل التواصل الاجتماعي وعلى مختلف المنصات والمواقع الإلكترونية.

## ردود الفعل السياسية
جلب الفيضان أيضًا إحتدامًا سياسيًا داخليًا بين مختلف قطاعات الطيف السياسي في البلاد، والتي كانت متوترة بالفعل بسبب قضايا اقتصادية مختلفة بما في ذلك عواقب جائحة كوفيد 19 وإدارته وقضايا التعليم والضمان الاجتماعي في البلاد. في حين أن السلطة التنفيذية في البلاد تخضع لحكم حزب واحد فإن عاصمتها تدار حاليًا من قبل إدارة بقيادة المعارضة، مما يؤدي إلى بيئة من التسييس الشديد للأحداث التي تحدث فيها.